# Less (Stylesheet-Sprache)
Less (englisch für weniger) ist eine Stylesheet-Sprache mit dem Ziel, das Schreiben von CSS effizienter zu gestalten. Hauptziele sind dabei, intelligente Steuerungen zu ermöglichen sowie Code-Wiederholungen zu vermeiden. Less ist eine Obermenge von CSS, das heißt, ein CSS-Code ist gleichzeitig auch gültiger Less-Code. Less wird zu CSS kompiliert.

## Geschichte
Die Sprache wurde von Alexis Sellier (auch bekannt als Cloudhead) entwickelt und im Jahr 2009 veröffentlicht. Anfangs wurde der Less-Compiler in Ruby entwickelt. Später entschied man sich dazu, auf JavaScript umzusteigen.

## Eigenschaften
Zusätzlich zu den normalen CSS-Anweisungen bietet Less die Schachtelung von Regeln, wodurch Code-Wiederholungen vermieden werden können. Beispielsweise können einer (bestehenden oder vom Programmierer festgelegten) Klasse von Elementen Regeln zugewiesen werden.
Des Weiteren bietet Less Variablen, die wie z. B. die Konstanten in Java zentral festgelegt werden und sodann an mehreren Stellen benutzt werden können. In Abhängigkeit von diesen Variablen können auch Berechnungen und Verzweigungen durchgeführt werden. Außerdem unterstützt Less Mixins: damit können Regeln unter einem Namen zusammengefasst und mit diesem an mehreren Stellen eingefügt werden, um so möglichst effektiv Code-Wiederholungen zu vermeiden.

## Kompilierung
Da Less in JavaScript geschrieben ist, kann es nicht nur server-, sondern auch clientseitig (im Webbrowser) kompiliert werden. Ein Vorteil der clientseitigen Kompilierung für Entwickler ist, dass Änderungen am Quellcode mit Hilfe des Watch mode automatisch im Webbrowser aktualisiert werden. Dies kann Zeit bei der Entwicklung sparen.

## Codebeispiele

### Variablen
Mit Variablen ist es möglich, oft verwendete Werte (z. B. Farben) an mehreren Stellen zu verwenden, sowie ihre Abwandlungen (z. B. heller/dunkler, blasser (erdiger), im Farbwinkel gedreht) intelligent zu nutzen.
```
@
meineFarbe
:
 
#
143352
;

#
header
 
{

  
background-color
:
 
@
meineFarbe
;

}

h2
 
{

  
color
:
 
@
meineFarbe
;

}

```

Wird das ganze nun kompiliert, erhält man folgendes Ergebnis:
```
#
header
 
{

  
background-color
:
 
#143352
;

}

h2
 
{

  
color
:
 
#143352
;

}

```

### Mixins
In Mixins können mehrere Eigenschaften definiert werden, welche anschließend – ähnlich wie Variablen – Verwendung finden. Zudem können Parameter übergeben werden. Auf diese Weise lässt sich leicht Code generieren, der mehrere Herstellerpräfixe verwendet, ohne diese jedes Mal extra angeben zu müssen.
Anmerkung: Das konkrete Beispiel mit -x-border-radius ist seit 2014 veraltet. Die Varianten mit Präfix sind seitdem wirkungslos.
```
.
rund
 
(
@
radius
:
 
4px
)
 
{

     
-moz-border-radius
:
 
@
radius
;

  
-webkit-border-radius
:
 
@
radius
;

       
-o-border-radius
:
 
@
radius
;

          
border-radius
:
 
@
radius
;

}

#
header
 
{

  
.rund
;

}

#
footer
 
{

  
.rund(21px)
;

}

```

Dies wird kompiliert zu:
```
#
header
 
{

     
-moz-
border-radius
:
 
4
px
;

  
-webkit-
border-radius
:
 
4
px
;

       
-o-
border-radius
:
 
4
px
;

          
border-radius
:
 
4
px
;

}

#
footer
 
{

     
-moz-
border-radius
:
 
21
px
;

  
-webkit-
border-radius
:
 
21
px
;

       
-o-
border-radius
:
 
21
px
;

          
border-radius
:
 
21
px
;

}

```

### Verschachtelung
Hiermit besteht die Möglichkeit, Selektoren ineinander zu verschachteln.
Das Verschachteln kann den Code kürzer und übersichtlicher machen, wodurch Fehler reduziert werden können.
```
#
header
 
{

  
h1
 
{

    
font-size
:
 
26
px
;

    
font-weight
:
 
bold
;

  
}

  
p
 
{
 
font-size
:
 
12
px
;

    
a
 
{
 
text-decoration
:
 
none
;

      
&:hover
 
{
 
border-width
:
 
1
px
 
}

    
}

  
}

}

```

Dies wird kompiliert zu:
```
#
header
 
h1
 
{

  
font-size
:
 
26
px
;

  
font-weight
:
 
bold
;

}

#
header
 
p
 
{

  
font-size
:
 
12
px
;

}

#
header
 
p
 
a
 
{

  
text-decoration
:
 
none
;

}

#
header
 
p
 
a
:
hover
 
{

  
border-width
:
 
1
px
;

}

```

### Operationen und Funktionen
In Less können arithmetische Operatoren zur Berechnung von Werten verwendet werden. Mit Funktionen können Werte auf komplexere Art und Weise modifiziert werden. Dies ist hilfreich um zum Beispiel Farbwerte zu verändern (z. B.: Sättigung oder Helligkeit verändern) oder komplexere mathematische Berechnungen durchzuführen (z. B.: sin, cos, sqrt).
```
@
meineFarbe
:
 
#
143352
;

@
size
:
 
10px
;

#
header
 
{

  
background-color
:
 
@
meineFarbe
;

}

h2
 
{

  
color
:
 
saturate
(
@
meineFarbe
,
 
20
%
);

  
font-size
:
 
@
size
 
*
 
4
;

}

```

Dies wird kompiliert zu:
```
#
header
 
{

  
background-color
:
 
#143352
;

}

h2
 
{

  
color
:
 
#0a335c
;

  
font-size
:
 
40
px
;

}

```